# Wiesław Włodarski
Wiesław Włodarski (ur. 3 listopada 1962 w Alwerni) – założyciel i prezes Grupy FoodCare

## Życiorys
Działalność biznesową rozpoczął na początku lat 80. XX w. zakładając w Alwerni kawiarnię. W roku 1984 otworzył tam zakład produkujący desery pod marką Gellwe. W 1997 roku przeniósł produkcję do zakładu połączonego z częścią biurową w Zabierzowie.
W roku 2003 Wiesław Włodarski wymyślił i wprowadził na rynek poprzez spółkę Gellwe napój energetyczny Tiger Energy Drink. Był także inicjatorem odkupienia przez grupę FoodCare marki Frugo.
Jest właścicielem hotelu The Bonerowski Palace mieszczącego się w odrestaurowanej XIII-wiecznej kamienicy na Rynku Głównym w Krakowie.
W rankingu najbogatszych Polaków przygotowanym przez magazyn Forbes Wiesław Włodarski zajął 57. miejsce z majątkiem opiewającym na 530 mln zł. Pasjonuje się rajdami samochodowymi.